# FK Senta
FK Senta, serb:  ФK Ceнтa – serbski klub piłkarski z Senty. Został utworzony w 1910 roku. Obecnie występuje w Srpska Liga Vojvodina.